# Karlsvattnet
Karlsvattnet är en sjö i Örnsköldsviks kommun i Ångermanland och ingår i Husåns huvudavrinningsområde. Sjön har en area på 0,172 kvadratkilometer och ligger 199,2 meter över havet. Sjön avvattnas av vattendraget Karlsbäcken.

## Delavrinningsområde
Karlsvattnet ingår i det delavrinningsområde (706271-165484) som SMHI kallar för Utloppet av Karlsvattnet. Medelhöjden är 239 meter över havet och ytan är 1,12 kvadratkilometer. Det finns inga avrinningsområden uppströms utan avrinningsområdet är högsta punkten. Karlsbäcken som avvattnar avrinningsområdet har biflödesordning 3, vilket innebär att vattnet flödar genom totalt 3 vattendrag innan det når havet efter 45 kilometer. Avrinningsområdet består mestadels av skog (77 procent). Avrinningsområdet har 0,17 kvadratkilometer vattenytor vilket ger det en sjöprocent på 15,3 procent.